# هتل مارتینز
هتل مارتینز (انگلیسی: Hôtel Martinez) یک هتل در شهر کن، فرانسه است.
این هتل که در تاریخ ۲۰ فوریه ۱۹۲۹ تأسیس شده دارای ۷ طبقه و ۴۰۹ اتاق می‌باشد.